# Hranické Loučky
Hranické Loučky (dříve Kozí Loučky) je malá vesnice, část městyse Hustopeče nad Bečvou v okrese Přerov. Nachází se asi 3 km na severozápad od Hustopečí nad Bečvou. V roce 2009 zde bylo evidováno 23 adres. V roce 2001 zde trvale žilo 73 obyvatel.
Hranické Loučky je také název katastrálního území o rozloze 3,66 km2.